# Alain de Benoist
Alain de Benoist (* 11. december 1943) je francoski politični teoretik, filozof, esejist, ustanovitelj Nove desnice (francosko Nouvelle Droite) in vodja francoske think tank skupine GRECE. Benoist je kritik neoliberalizma, globalizma, svobodnega trga in egalitarizma. 

## Biografija
Alain de Benoist se je rodil v mestu Saint-Symphorien. Študiral je na pravo, filozofijo, sociologijo in zgodovino religij na Sorbonne. 
Benoist je urednik dveh časopisov, Nouvelle Ecole (Nova Šola) od 1968 in Krisis od 1988. Njegovi članki so bili objavljeni v  Mankind Quarterly, Tyr, Chronicles in mnogih časnikih, kot npr. Le Figaro. Časopis Nove levice "Telos" je prav tako objavil njegova dela. Leta 1978 je dobil nagrado Prix de l’Essai od Académie française za njegovo knjigo Vu de droite: Anthologie critique des idées contemporaines (Copernic, 1977). Objavil je več kot 50 knjig, vključno z On Being a Pagan (Ultra, 2005, ISBN 0-9720292-2-2). Angleški prevodi njegovih knjig so izšli pri založbi Arktos Media. 

## Pogledi
Benoist nasprotuje ameriškim liberalnim idejam talilnega lonca in se zavzema za ločen razvoj civilizacij in kultur. Prav tako nasprotuje krščanstvu zaradi netolerantnosti, teokratizma in preganjanja. Benoist se opredeljuje tako za levičarja, kot tudi za desničarja  oziroma za "levičarja z desnimi vrednotami". Zavzema se za multikulturnost v nasprotju z izgubljanjem identitete priseljencev, čeprav ne podpira samega priseljevanja. Napisal je več člankov, v katerih kritizira desnico, rasizem, liberalni kapitalizem, idejo stalnega napredka in zahodno hegemonijo.

## Izbrana bibliografija
Slovenski naslovi vključujejo:
- "Manifest za evropski preporod". (Samozaložba, 2018; Prevod Primož Kuštrin, spremni esej Igor Kernel).
Angleški naslovi vključujejo: 
– "On being a pagan" (Ultra 2004, 2018)
– "The problem of democracy" (Arktos 2011)
– "Beyond human rights" (Arktos 2011)
- "Carl Schmitt Today" (Arktos 2013) 
Francoski naslovi vključujejo: 
- Salan devant l'opinion (sous le pseudonyme de Fabrice Laroche), Saint-Just, 1963
- Les Indo-Européens, G.E.D., 1966
- L'Empirisme logique et la Philosophie du Cercle de Vienne, Nouvelle École, 1970
- Nietzsche : Morale et « Grande Politique », GRECE, 1973
- Konrad Lorenz et l'Éthologie moderne, Nouvelle École, 1975
- Vu de droite. Anthologie critique des idées contemporaines, Copernic, 1977 (grand prix de l'essai de l'Académie française 1978)
- Les Bretons, Les Cahiers de la Bretagne réelle, n°396 bis, 1978
- Les Idées à l'endroit, Libres-Hallier, 1978
- Le Guide pratique des prénoms (« Robert de Herte » et  [sic] Alain de Benoist), coll. « Hors-série d'“Enfants-Magazine” », Publications Groupe Média, 1979
- Comment peut-on être païen ?, Albin Michel, 1981
- Orientations pour des années décisives, Labyrinthe, 1982
- Fêter Noël. Légendes et Traditions, Atlas-Edena, 1982
- Démocratie : le problème, Labyrinthe, 1985
- Europe, Tiers monde, même combat, Robert Laffont, 1986
- Le Grain de sable. Jalons pour une fin de siècle, Labyrinthe, 1994
- Nationalisme : Phénoménologie et Critique, GRECE, 1994
- Démocratie représentative et Démocratie participative, GRECE, 1994
- Nietzsche et la Révolution conservatrice, GRECE, 1994
- L'Empire intérieur, Fata Morgana, 1995
- La Ligne de mire. Discours aux citoyens européens, t. 1 : 1972–1987, Labyrinthe, 1995
- Famille et Société. Origine, Histoire, Actualité, Labyrinthe, 1996
- La Ligne de mire. Discours aux citoyens européens, t. 2 : 1988–1995, Labyrinthe, 1996
- Céline et l'Allemagne, 1933–1945. Une mise au point, Le Bulletin célinien, 1996
- Horizon 2000. Trois entretiens avec Alain de Benoist, GRECE, 1996
- La Légende de Clovis, Cercle Ernest Renan, 1996
- Indo-Européens : à la recherche du foyer d'origine, Nouvelle École, 1997
- Ernst Jünger. Une bio-bibliographie, Guy Trédaniel, 1997
- Communisme et Nazisme. 25 réflexions sur le totalitarisme au XXe siècle, Labyrinthe, 1998
- L'Écume et les Galets. 1991–1999 : dix ans d'actualité vue d'ailleurs, Labyrinthe, 2000
- Jésus sous l'œil critique des historiens, Cercle Ernest Renan, 2000
- Bibliographie d'Henri Béraud, Association rétaise des Amis d'Henri Béraud, 2000
- Dernière Année. Notes pour conclure le siècle, L'Âge d'Homme, 2001
- Jesus et ses Frères, Cercle Ernest Renan, 2001
- Louis Rougier. Sa vie, son œuvre, Cercle Ernest Renan, 2002
- Charles Maurras et l'Action française. Une bibliographie, BCM, 2002
- Qu'est-ce qu'un militant ? (sous le pseudonyme de Fabrice Laroche, réédition d'un article paru en 1963), Ars Magna, 2003
- Critiques-Théoriques, L'Âge d'Homme, 2003
- Au-delà des droits de l'homme. Pour défendre les libertés, éditions Krisis, 2004
- Bibliographie générale des droites françaises. 1, Arthur de Gobineau, Gustave Le Bon, Édouard Drumont, Maurice Barrès, Pierre Drieu La Rochelle, Henry de Montherlant, Thierry Maulnier, Julien Freund. Éditions Dualpha, coll. « Patrimoine des lettres », Coulommiers, 2004, 609 p.
- Bibliographie générale des droites françaises. 2, Georges Sorel, Charles Maurras, Georges Valois, Abel Bonnard, Henri Béraud, Louis Rougier, Lucien Rebatet, Robert Brasillach. Éditions Dualpha, coll. « Patrimoine des lettres », Coulommiers, 2004, 472 p.
- Bibliographie générale des droites françaises. 3, Louis de Bonald, Alexis de Tocqueville, Georges Vacher de Lapouge, Léon Daudet, Jacques Bainville, René Benjamin, Henri Massis, Georges Bernanos, Maurice Bardèche, Jean Cau. Éditions Dualpha, coll. « Patrimoine des lettres », Coulommiers, 2005, 648 p.
- Bibliographie générale des droites françaises. 4, Joseph de Maistre, Ernest Renan, Jules Soury, Charles Péguy, Alphonse de Chateaubriant, Jacques Benoist-Méchin, Gustave Thibon, Saint-Loup (Marc Augier), Louis Pauwels. Éditions Dualpha, coll. « Patrimoine des lettres », Coulommiers, 2005, 736 p.
- Jésus et ses Frères, et autres écrits sur le christianisme, le paganisme et la religion, éditions Les Amis d'Alain de Benoist, 2006
- C'est-à-dire. Entretiens-Témoignages-Explications (2 volumes), éditions Les Amis d'Alain de Benoist, 2006
- Nous et les autres. Problématique de l'identité, éditions Krisis, 2006
- Carl Schmitt actuel, éditions Krisis, 2007
- Demain, la décroissance ! Penser l'écologie jusqu'au bout, Edite, 2007
- Dictionnaire des prénoms : d'hier et d'aujourd'hui, d'ici et d'ailleurs Arhivirano 2019-02-03 na Wayback Machine., Jean Picollec, 2009.
- Mémoire vive / Entretiens avec François Bousquet, Éditions de Fallois, Collection « Littérature », 2 mai 2012.
- Edouard Berth ou le socialisme héroïque. Sorel, Maurras, Lenine, Pardès, 2013.
- Les Démons du Bien, Du nouvel ordre moral à l'idéologie du genre, Pierre-Guillaume de Roux, 2013.